# Графство Арнсберг
Графство Арнсберг (на немски: Grafschaft Arnsberg) се създава през 10 век чрез преселването на графовете на Верл в Арнсберг (в Северен Рейн-Вестфалия, Германия).

## История
Първият замък при Арнсберг е т.нар. Стар замък или Рюденбург, построен около 1050/1065 г. от граф Бернхард II фон Верл. По-важен става построеният ок. 1080 г. по времето на граф Конрад II фон Верл-Арнсберг нов замък, от който по-късно произлиза дворец Арнсберг.
През 1368 г. бездетният граф Готфрид IV фон Арнсберг продава графството на архиепископство Кьолн. Територията на Графство Арнсберг става център на кьолнското Херцогство Вестфалия.
Графовете на Арнсберг са също роднини със Салиите и с кралската фамилия на Бургундия.

## Списък на графовете на Арнсберг

### Дом Верл
- до 1092 Конрад II
- 1102 – 1124 Фридрих

### Дом Куик
- 1124 – 1154 Готфрид I
- 1154 – 1185 Хайнрих I, Братоубиецът
- 1185 – 1231 Готфрид II
- 1235 – 1282 Готфрид III
- 1282 – 1313 Лудвиг
- 1313 – 1338 Вилхелм
- 1318 – 1368 Готфрид IV, женен за Анна фон Клеве, дъщеря на граф Дитрих VII фон Клеве